# Quintus Annius Maximus
Quintus Annius Maximus war ein im 1. und 2. Jahrhundert n. Chr. lebender Angehöriger des römischen Senatorenstandes.
Durch eine Inschrift ist belegt, dass Maximus im Jahr 114 Statthalter (Proconsul) in der Provinz Macedonia war; in dieser Funktion beauftragte er seinen Legatus C. T[u?]r[ra?]nius Priscus mit der Regelung von Grenzstreitigkeiten zwischen zwei Gemeinden in der Provinz.

## Datierung
Laut Werner Eck kommen als Amtsjahr entweder 113/114 oder 114/115 in Frage.